# Pseudignambia mimerops
Pseudignambia mimerops là một loài bọ cánh cứng trong họ Bọ hung (Scarabaeidae).